# Merian (Name)
Merian ist ein Familienname sowie männlicher Vorname.

## Herkunft und Bedeutung
Merian ist ein im deutschen Sprachraum verbreiteter Familienname. Besondere Bekanntheit erlangte der Name durch die Basler Patrizierfamilie, siehe Merian (Familie). Bekannteste Vertreter sind Matthäus Merian der Ältere (1593–1650), Kupferstecher und Verleger, und Maria Sibylla Merian (1647–1717), Naturforscherin und Künstlerin.

## Namensträger

### Familienname
- Amadeus Merian (1808–1889), Schweizer Architekt
- Andreas Merian-Iselin (1742–1811), Schweizer Politiker, Landammann und Gegenrevolutionär
- Caspar Merian (1627–1686), deutscher Kupferstecher
- Christel Merian (auch Christel Merian-Noack; 1933–2012), deutsche Schauspielerin und Synchronsprecherin
- Christoph Merian (1800–1858), Schweizer Großgrundbesitzer und Stifter
- Emanuel Merian (1732–1818), Schweizer evangelischer Geistlicher
- Gerhard Merian (1879–1940), deutscher Verleger
- Hans Merian-Genast (1866–1940), deutscher Literaturhistoriker
- Johann Bernhard Merian (1723–1807), Schweizer Philosoph
- Johann Merian-Forcart (1770–1856), Offizier in franz. und sardischen Diensten, Bankier, Politiker
- Johann Matthäus von Merian (1659–1716), Portraitmaler
- Johann Rudolf Merian (Rittmeister) (1674–1721), französischer Rittermeister Schweizer Herkunft
- Johann Rudolf von Merian (1717–1784), preußischer Generalmajor Schweizer Herkunft
- Johann Rudolf Merian (1797–1871), Schweizer Mathematiker und Politiker
- Johann Rudolf Geigy-Merian (1830–1917), Schweizer Industrieller und Politiker
- Leon Merian (1923–2007), US-amerikanischer Jazzmusiker
- Lukas Merian, Schweizer Politiker, Staatsrat Basel, Tagsatzungsgesandter
- Maria Sibylla Merian (1647–1717), deutsche Naturforscherin und Künstlerin
- Matthäus Merian (der Ältere; 1593–1650), schweizerisch-deutscher Kupferstecher und Verleger
- Matthäus Merian der Jüngere (1621–1687), schweizerisch-deutscher Maler und Kupferstecher
- Peter Merian (1795–1883), Schweizer Geologe
- Peter Merian (Fabrikant) (1709–1801), Schweizer Fabrikant und Politiker
- Philipp Merian (1773–1848), Schweizer Kaufmann, Philanthrop und Stiftungsgründer
- Rudolf Merian (1820–1891), Schweizer Offizier
- Svende Merian (* 1955), deutsche Schriftstellerin
- Theodor Hoffmann-Merian (1819–1888), Schweizer Kaufmann, Politiker, Direktor und Autor
- Theodor Meyer-Merian (1818–1867), Schweizer Arzt und Schriftsteller

### Vorname
- Merian C. Cooper (1893–1973), US-amerikanischer Pilot, Schauspieler, Regisseur, Drehbuchautor und Produzent